# Соціальний тиск
Соціальний тиск  вплив колективу на характер поведінки членів групи, що приводить їхні особисті звички, установки, цінності і норми поведінки у відповідність з груповими. Прикладами таких груп є об'єднання з формальним членством (політичні партії, профспілки) або неформальні угруповання (див. Кліка), зокрема в середовищі підлітків (однокласників, однокурсників, колег). Соціальний тиск не залежить від бажання особистості належати до тієї або іншої групи і може проявлятися по-різному, зокрема, штовхати на вчинки, які в нормі люди не роблять, наприклад, палити, вживати наркотики, вступати в сексуальні відносини, одружуватися, вступати на роботу, заводити дітей, купувати непотрібні речі, зокрема дорогі (автомобілі, будинки, яхти) тощо.

## Підлітки
Молодь є найвразливішою соціальною групою, схильною до такого тиску. Це, зокрема, стосується моди на вживання тих чи інших наркотиків. Подібні моделі поведінки більш агресивні (в сенсі «тиску»), ніж соціально-схвалювані тренди (заняття спортом тощо).

Відносини підлітків з рівними собі — критичний фактор соціалізації:
Молодь має:
- а) саме в спілкуванні з однолітками набути соціальної компетентності, сформувати установки і цінності, навчитися розуміти інших;
- б) зайняти затишну нішу в своїй субкультурі.

Порівняно зі взаємодією з дорослими, інтеракції дітей і підлітків з однолітками, в цілому, частіші, інтенсивніші і різноманітніші.

## Керування
Технології соціального тиску можуть бути свідомо використані керівництвом для мотивації співробітників. Одним з інструментів менеджменту є прагнення до лідерства. Найманий працівник, який прагне до лідерства, має внутрішню мотивацію до успіху, проявляє винахідливість і велику працездатність порівняно з менш честолюбними колегами. Прийомами, що стимулюють соціальний тиск, є тренінги і збори, на яких кожен учасник має вступати в контакт з іншими і показувати результати, порівнянні з досягненнями інших членів групи — див. Презентація (виступ).